# Кевоні (округ, Вісконсин)
Шаблон:StateAbbr_ 44°35′ пн. ш. 87°26′ зх. д. / 44.59° пн. ш. 87.44° зх. д.
 Кевоні (англ. Kewaunee County) — округ (графство) у штаті Вісконсин. Ідентифікатор округу 55061.

## Історія
Округ утворений 1852 року.

## Демографія
За даними перепису 
2000 року 
загальне населення округу становило 20187 осіб, зокрема міського населення було 3559, а сільського — 16628.
Серед них чоловіків — 10126, а жінок — 10061. В окрузі було 7623 домогосподарства, 5548 родин, які мешкали в 8221 будинках.
Середній розмір родини становив 3,1.
Віковий розподіл населення поданий у таблиці:
| Стать    | До 15 років | 15-21 | 22-29 | 30-39 | 40-49 | 50-65 | 65-85 | Понад 85 |
| -------- | ----------- | ----- | ----- | ----- | ----- | ----- | ----- | -------- |
| Чоловіки | 2184        | 1042  | 891   | 1495  | 1627  | 1575  | 1172  | 140      |
| Жінки    | 2011        | 958   | 849   | 1470  | 1483  | 1525  | 1441  | 324      |

## Суміжні округи
- Дор — північ
- Манітовок — південь
- Браун — захід
- Бензі, Мічиган — північний схід
- Меністі, Мічиган — південний схід

## Виноски
1. ↑  U.S. Decennial Census. United States Census Bureau. Архів оригіналу за 26 квітня 2015. Процитовано 5 серпня 2015.
2. ↑  Historical Census Browser. University of Virginia Library. Архів оригіналу за 11 серпня 2012. Процитовано 5 серпня 2015.
3. ↑  Forstall, Richard L., ред. (27 березня 1995). Population of Counties by Decennial Census: 1900 to 1990. United States Census Bureau. Архів оригіналу за 18 липня 2015. Процитовано 5 серпня 2015.
4. ↑  Census 2000 PHC-T-4. Ranking Tables for Counties: 1990 and 2000 (PDF). United States Census Bureau. 2 квітня 2001. Архів оригіналу (PDF) за 18 грудня 2014. Процитовано 5 серпня 2015.
5. ↑  State & County QuickFacts. United States Census Bureau. Архів оригіналу за 6 червня 2011. Процитовано 21 січня 2014.(англ.) Наведено за англійською вікіпедією.
6. ↑  American FactFinder. Бюро перепису населення США. Архів оригіналу за 29 липня 2011. Процитовано 31 січня 2008.

| США | Це незавершена стаття з географії США. Ви можете допомогти проєкту, виправивши або дописавши її. |